# 徳山郵便局
徳山郵便局（とくやまゆうびんきょく）は、山口県周南市にある郵便局である。民営化前の分類では集配普通郵便局であった。

## 概要
住所：〒745-8799 山口県周南市御幸通1-3

## 沿革
- 1872年（明治5年）旧1月 - 徳山郵便取扱所として開設[1]。
- 1875年（明治8年）1月1日 - 徳山郵便局（五等）となる。
- 1878年（明治11年） - 為替・貯金取扱を開始。
- 1892年（明治25年）3月1日 - 徳山郵便電信局となる。
- 1903年（明治36年）4月1日 - 通信官署官制の施行に伴い徳山郵便局となる。
- 1969年（昭和44年）9月 - 局舎新築落成。
- 1980年（昭和55年）8月 - 局舎を増改築。
- 1993年（平成5年）7月1日 - 外国通貨の両替および旅行小切手の売買に関する業務取扱を開始[2]。
- 2006年（平成18年）9月11日 - 熊毛郵便局（〒745-0699→〒745-0631）から集配業務を移管[3]。
- 2007年（平成19年）10月1日 - 民営化に伴い、併設された郵便事業徳山支店に一部業務を移管。
- 2012年（平成24年）10月1日 - 日本郵便株式会社の発足に伴い、郵便事業徳山支店を徳山郵便局に統合。
- 2016年（平成28年）3月7日 - 周南市旧熊毛町地域（八代を除く）の集配業務を、熊毛郵便局に再移管。
- 2017年（平成29年）
  - 1月1日 - ゆうゆう窓口の24時間営業を中止[4]。
  - 1月30日 - 郵便番号上2桁が74の地域区分業務を山口郵便局へ移管
- 2018年（平成30年）2月12日 - 新南陽郵便局から集配業務を移管[5]。

## 取扱内容
- 郵便、印紙、ゆうパック、内容証明
- 貯金、為替、振替、振込、国際送金、外貨両替、国債、投資信託
- 生命保険、バイク自賠責保険、自動車保険、変額年金保険、がん保険、引受条件緩和型医療保険
- ゆうちょ銀行ATM
- 周南市内の一部地域（〒745-00xx、745-08xx、745-85xx、745-86xx、745-87xx、745-11xx、746-00xx、746-85xx、746-86xx、746-87xx、746-01xx）の集配業務
- ゆうゆう窓口

## 周辺
- 周南市役所
- 周南市市民館
- 周南市立中央図書館
- 国道2号

## アクセス
- JR山陽新幹線・山陽本線 徳山駅から徒歩約8分
- 防長バス 市役所前停留所下車
- 山陽自動車道 徳山東ICから北西へ約5km
- 駐車場あり：10台

## その他
1987年8月6日放送のTBSテレビ、『ザ・ベストテン』に中山美穂が50/50で第5位にランクインした際、当日の徳山市文化会館でのコンサートの終了後に本局内で中継でバンドとともに歌唱したことがある。中山が弟への手紙を書き当時の三輪局長が日付のスタンプを押すパフォーマンスを行った。